# Julius Babatunde Adelakun
Mons. Julius Babatunde Adelakun (* listopad 1934 Oniganbari) je nigerijský římskokatolický kněz a emeritní biskup diecéze Oyo.

## Život
Narodil se v listopadu roku 1934 v Oniganbari. Knězem byl vysvěcen 27. června 1965 a inkardinován do diecéze Oyo.
Dne 16. listopadu 1972 ho papež Pavel VI. jmenoval pomocným biskupem diecéze Oyo a titulárním biskupem z Thunigaby. Biskupské svěcení přijal 11. února 1973 z rukou biskupa Owena McCoye, spolusvětitelé byli biskup Michael Patrick Olatunji Fagun a biskup Anthony Olubunmi Okogie. Dne 13. dubna 1973 ho stejný papež ustanovil diecézním biskupem Oyo. V této funkci působil do 4. listopadu 2009, kdy papež Benedikt XVI. přijal jeho rezignaci na post diecézního biskupa z důvodu dosažení kanonického věku 75 let.